# Izsó
Az Izsó férfinév az Ézsau név régi magyar formája. Az Ézsau héber név, jelentése nyers, szőrös.
A név fordításához kiegészítésként: 
A helyes jelentés: kész, („meg van csinálva”)
Eszav = "Aszuj".
A magyarázat: Eszav (Ézsau) szőrösen született, már kész férfi volt.

## Gyakorisága
Az 1990-es években szórványos név, a 2000-es években nem szerepel a 100 leggyakoribb férfinév között.

## Névnapok
- augusztus 26.

## Híres Izsók
- Köves Izsó festőművész